# Gauliga Schlesien

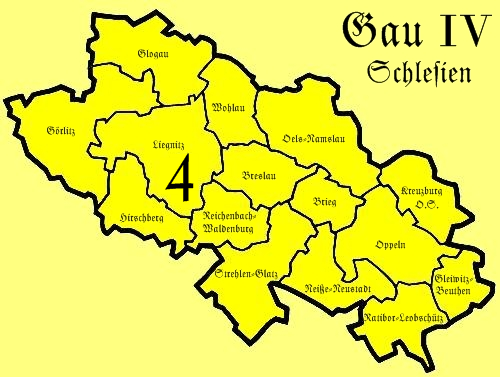
Gauliga Schlesien

Die Gauliga Schlesien war eine der obersten deutschen Fußballligen in der Zeit des Nationalsozialismus. 
Nachdem der NSRL-Bereich Schlesien am 1. August 1941 offiziell aufgehört hatte zu bestehen wurde die Fußballmeisterschaft getrennt im Sportgau Niederschlesien und Sportgau Oberschlesien ausgetragen.

## Geschichte

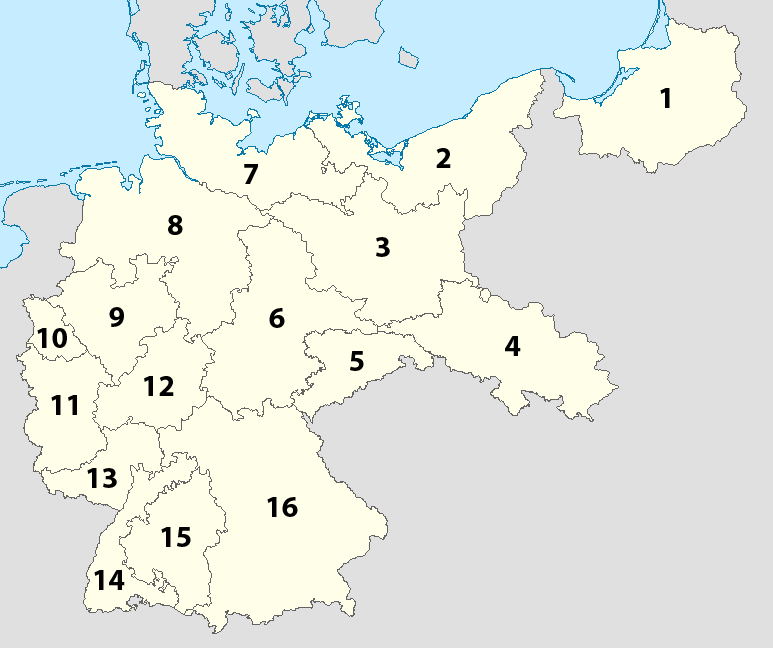
Die Gau-Einteilung 1933,
Nr. 4 = Schlesien

Vorgänger der Gauliga Schlesien war die südostdeutsche Fußballendrunde, welche vom Südostdeutschen Fußball-Verband (SOFV) ausgetragen wurde. Im Zuge der Gleichschaltung wurden der SOFV und die anderen regionalen Fußballverbände in Deutschland wenige Monate nach der Machtübernahme der Nationalsozialisten im Jahre 1933 aufgelöst. An deren Stelle traten 16 Gauligen. Die überwiegende Anzahl der Vereine aus dem SOFV wurden dem Sportgau Schlesien zugeordnet, einzig die Vereine in der brandenburgischen Niederlausitz wechselten in den Sportgau Berlin-Brandenburg.
Ab 1933 spielten in der Gauliga Schlesien zehn Mannschaften um den Titel des Gaumeisters, der zur Teilnahme an der Endrunde um die deutsche Fußballmeisterschaft berechtigt war. Zur Spielzeit 1939/40 wurde die Liga kriegsbedingt in zwei Staffeln gespalten. Zunächst nahmen sechs bzw. acht Mannschaften teil, wegen des Rückzugs der SV Ratibor 03 und STC Görlitz wurden die Ligen mit jeweils einer Mannschaft weniger zu Ende gespielt. Die Bereichsmeisterschaft wurde zwischen den Staffelsiegern Vorwärts-Rasensport Gleiwitz und FV 06 Breslau ausgespielt. In der folgenden Spielzeit wurde mit elf Mannschaften in einer eingleisigen Liga gespielt, am 30. März 1941 kam es jedoch zum kriegsbedingten Abbruch der Meisterschaft. Der zu diesem Zeitpunkt Erstplatzierte Vorjahres- und Serienmeister Vorwärts-Rasensport Gleiwitz wurde zum Vertreter der Gauliga bestimmt, Gleiwitz führte punktgleich mit Germania Königshütte die Meisterschaft an, nur der damals gültige bessere Torquotient gab den Ausschlag für Gleiwitz.
In der folgenden Spielzeit wurde die Liga in die Gauligen Niederschlesien und Oberschlesien unterteilt.

## Meister der Gauliga Schlesien 1934–1941
| Saison  | Meister Gauliga Schlesien          | Abschneiden deutsche Meisterschaft | Deutscher Meister |
| ------- | ---------------------------------- | ---------------------------------- | ----------------- |
| 1933/34 | Beuthener SuSV 09                  | Gruppenzweiter Gruppe A            | FC Schalke 04     |
| 1934/35 | SpVgg Vorwärts-Rasensport Gleiwitz | Gruppendritter Gruppe A            | FC Schalke 04     |
| 1935/36 | SpVgg Vorwärts-Rasensport Gleiwitz | Halbfinale                         | 1. FC Nürnberg    |
| 1936/37 | Beuthener SuSV 09                  | Gruppenvierter Gruppe A            | FC Schalke 04     |
| 1937/38 | SpVgg Vorwärts-Rasensport Gleiwitz | Gruppenvierter Gruppe C            | Hannover 96       |
| 1938/39 | SpVgg Vorwärts-Rasensport Gleiwitz | Gruppenzweiter Gruppe 4            | FC Schalke 04     |
| 1939/40 | SpVgg Vorwärts-Rasensport Gleiwitz | Gruppenzweiter Gruppe 1b           | FC Schalke 04     |
| 1940/41 | SpVgg Vorwärts-Rasensport Gleiwitz | Gruppenfinale Gruppe 1             | SK Rapid Wien     |

## Statistiken

### Rekordmeister
Rekordmeister der Gauliga Schlesien ist die SpVgg Vorwärts-Rasensport Gleiwitz, die die Meisterschaft sechs Mal erreichen konnten.
|  | Verein                             | Titel | Jahr                               |
|  | ---------------------------------- | ----- | ---------------------------------- |
|  | SpVgg Vorwärts-Rasensport Gleiwitz | 6     | 1935, 1936, 1938, 1939, 1940, 1941 |
|  | Beuthener SuSV 09                  | 2     | 1934, 1937                         |

### Ewige Tabelle
Berücksichtigt sind alle Gruppen- und Entscheidungsspiele der Gauliga Schlesien zwischen den Spielzeiten 1933/34 und 1940/41. Die Tabelle richtet sich nach der damals üblichen Zweipunkteregel.
| Pl. | Verein                             | Jahre | Sp. | S  | U  | N  | T+  | T-  | Diff. | Punkte  | Ø-Pkt. | Titel | Spielzeiten nach Kalenderjahren |
| --- | ---------------------------------- | ----- | --- | -- | -- | -- | --- | --- | ----- | ------- | ------ | ----- | ------------------------------- |
| 1.  | SpVgg Vorwärts-Rasensport Gleiwitz | 8     | 135 | 96 | 17 | 22 | 437 | 146 | +291  | 209:61  | 1,55   | 6     | 1933–41                         |
| 2.  | Breslauer SpVg 02                  | 8     | 139 | 64 | 24 | 51 | 302 | 256 | +46   | 152:126 | 1,09   | -     | 1933–41                         |
| 3.  | SC Preußen Hindenburg              | 8     | 135 | 65 | 20 | 50 | 321 | 254 | +67   | 150:120 | 1,11   | -     | 1933–41                         |
| 4.  | Breslauer FV 06                    | 8     | 141 | 56 | 20 | 65 | 286 | 320 | −34   | 132:150 | 0,94   | -     | 1933–41                         |
| 5.  | Beuthener SuSV 09                  | 7     | 117 | 58 | 15 | 44 | 301 | 232 | +69   | 131:103 | 1,12   | 2     | 1933–38, 1939/40                |
| 6.  | SC Hertha Breslau                  | 7     | 119 | 50 | 19 | 50 | 222 | 240 | −18   | 119:119 | 1      | -     | 1933–35, 1936–41                |
| 7.  | SC Vorwärts Breslau                | 6     | 109 | 41 | 12 | 56 | 216 | 294 | −78   | 94:124  | 0,86   | -     | 1933–38, 1940/41                |
| 8.  | SpVgg Ratibor 03 A                 | 5     | 90  | 32 | 12 | 46 | 193 | 214 | −21   | 76:104  | 0,84   | -     | 1933–37, 1938–40                |
| 9.  | Reichsbahn-SV Gleiwitz             | 4     | 62  | 21 | 10 | 31 | 120 | 155 | −35   | 52:72   | 0,84   | -     | 1936–40                         |
| 10. | SV 33 Klettendorf                  | 3     | 48  | 19 | 3  | 26 | 88  | 125 | −37   | 41:55   | 0,85   | -     | 1937–40                         |
| 11. | FV Germania Königshütte            | 1     | 20  | 16 | 3  | 1  | 77  | 23  | +54   | 35:50   | 1,75   | -     | 1940/41                         |
| 12. | Sportfreunde Klausberg             | 3     | 44  | 12 | 10 | 22 | 61  | 116 | −55   | 34:54   | 0,77   | -     | 1937–40                         |
| 13. | SpVgg Deichsel Hindenburg          | 2     | 36  | 11 | 9  | 16 | 63  | 74  | −11   | 31:41   | 0,86   | -     | 1934–36                         |
| 14. | VfB 1910 Gleiwitz                  | 2     | 36  | 11 | 7  | 18 | 66  | 87  | −21   | 29:43   | 0,81   | -     | 1935–37                         |
| 15. | TuS Schwientochlowitz              | 1     | 19  | 13 | 2  | 4  | 42  | 33  | +9    | 28:10   | 1,47   | -     | 1940/41                         |
| 16. | 1. FC Kattowitz                    | 1     | 18  | 9  | 1  | 8  | 47  | 39  | +8    | 19:17   | 1,06   | -     | 1940/41                         |
| 17. | TuSpo Liegnitz                     | 1     | 12  | 8  | 1  | 3  | 43  | 29  | +14   | 17:70   | 1,42   | -     | 1939/40                         |
| 18. | VfB Breslau                        | 2     | 30  | 6  | 4  | 20 | 45  | 92  | −47   | 16:44   | 0,53   | -     | 1935/36, 1939/40                |
| 19. | 1. FC Breslau                      | 2     | 30  | 4  | 5  | 21 | 38  | 94  | −56   | 13:47   | 0,43   | -     | 1938–40                         |
| 20. | SV 1919 Hoyerswerda                | 1     | 18  | 4  | 4  | 10 | 25  | 53  | −28   | 12:24   | 0,67   | -     | 1933/34                         |
| 21. | SC Schlesien Haynau                | 1     | 18  | 4  | 1  | 13 | 26  | 66  | −40   | 9:27    | 0,5    | -     | 1934/35                         |
| 22. | STC Görlitz A                      | 2     | 18  | 2  | 2  | 14 | 27  | 67  | −40   | 6:30    | 0,33   | -     | 1933/34, 1939/40                |
| 23. | VfB Liegnitz                       | 1     | 16  | 2  | 1  | 13 | 17  | 54  | −37   | 5:27    | 0,31   | -     | 1940/41                         |

### Platzierungen nach Verein
| Verein                             | Saison | Saison | Saison | Saison | Saison | Saison | Saison  | Saison |
| Verein                             | 33/34  | 34/35  | 35/36  | 36/37  | 37/38  | 38/39  | 39/40 B | 40/41  |
| ---------------------------------- | ------ | ------ | ------ | ------ | ------ | ------ | ------- | ------ |
| SpVgg Vorwärts-Rasensport Gleiwitz | 4      | 1      | 1      | 2      | 1      | 1      | 1O      | 1      |
| Breslauer SpVg 02                  | 2      | 7      | 5      | 3      | 2      | 4      | 4N      | 6      |
| SC Preußen Hindenburg              | 7      | 8      | 2      | 6      | 3      | 2      | 2O      | 4      |
| Breslauer FV 06                    | 8      | 6      | 4      | 4      | 8      | 8      | 1N      | 9      |
| Beuthener SuSV 09                  | 1      | 3      | 3      | 1      | 10     |        | 3O      | 8      |
| SC Hertha Breslau                  | 3      | 9      |        | 8      | 4      | 3      | 3N      | 7      |
| SC Vorwärts Breslau                | 5      | 2      | 8      | 7      | 9      |        |         | 10     |
| SpVgg Ratibor 03                   | 6      | 4      | 7      | 10     |        | 6      | 6O      |        |
| Reichsbahn-SV Gleiwitz             |        |        |        | 5      | 6      | 5      | 5O      |        |
| SV 33 Klettendorf                  |        |        |        |        | 5      | 9      | 5N      |        |
| FV Germania Königshütte            |        |        |        |        |        |        |         | 2      |
| Sportfreunde Klausberg             |        |        |        |        | 7      | 7      | 4O      |        |
| SpVgg Deichsel Hindenburg          |        | 5      | 9      |        |        |        |         |        |
| VfB 1910 Gleiwitz                  |        |        | 6      | 9      |        |        |         |        |
| TuS Schwientochlowitz              |        |        |        |        |        |        |         | 3      |
| 1. FC Kattowitz                    |        |        |        |        |        |        |         | 5      |
| TuSpo Liegnitz                     |        |        |        |        |        |        | 2N      |        |
| VfB Breslau                        |        |        | 10     |        |        |        | 7N      |        |
| 1. FC Breslau                      |        |        |        |        |        | 10     | 6N      |        |
| SV 1919 Hoyerswerda                | 9      |        |        |        |        |        |         |        |
| SC Schlesien Haynau                |        | 10     |        |        |        |        |         |        |
| STC Görlitz                        | 10     |        |        |        |        |        | 8N      |        |
| VfB Liegnitz                       |        |        |        |        |        |        |         | 11     |

## Ligasystem
Nach Gründung der Gauliga Schlesien 1933 ergab sich folgendes Ligasystem. Die regionalen Einteilungen der unteren Ligen unterlag im Laufe des Bestehens der Gauliga einigen Änderungen.
| Ebene | Spielklassen des Fußballgaus Schlesien 1933/34 | Spielklassen des Fußballgaus Schlesien 1933/34 | Spielklassen des Fußballgaus Schlesien 1933/34 |
| ----- | --- | --- | --- |
| 1     | Gauliga Schlesien 10 Mannschaften Platz 1: Qualifikation deutsche Fußballmeisterschaft Platz 9–10: Absteiger | Gauliga Schlesien 10 Mannschaften Platz 1: Qualifikation deutsche Fußballmeisterschaft Platz 9–10: Absteiger | Gauliga Schlesien 10 Mannschaften Platz 1: Qualifikation deutsche Fußballmeisterschaft Platz 9–10: Absteiger                                                                                    |
| 2     | 2 Staffeln der Bezirksliga Niederschlesien (Nord, Süd) 16 Mannschaften Platz 1: Aufstiegsrunde Platz 8: Absteiger | Bezirksliga Mittelschlesien 12 Mannschaften Platz 1: Aufstiegsrunde Platz 11–12: Absteiger | Bezirksliga Oberschlesien 12 Mannschaften Platz 1: Aufstiegsrunde Platz 11–12: Absteiger |
| 3     | 1. Kreisklasse Bunzlau 1. Kreisklasse Glogau 1. Kreisklasse Görlitz 1. Kreisklasse Grünberg 1. Kreisklasse Hirschberg 1. Kreisklasse Hoyerswerda 1. Kreisklasse Liegnitz 1. Kreisklasse Sagan je Platz 1: Aufstiegsrunde | 1. Kreisklasse Breslau 1. Kreisklasse Brieg 1. Kreisklasse Glatz 1. Kreisklasse Oels 1. Kreisklasse Schweidnitz 1. Kreisklasse Trebnitz 1. Kreisklasse Waldenburg 1. Kreisklasse Wohlau je Platz 1: Aufstiegsrunde | 1. Kreisklasse Beuthen 1. Kreisklasse Gleiwitz 1. Kreisklasse Hindenburg 1. Kreisklasse Kreuzburg 1. Kreisklasse Oppeln 1. Kreisklasse Ratibor 1. Kreisklasse Neisse je Platz 1: Aufstiegsrunde |
| 4     | 2. Kreisklassen | 2. Kreisklassen | 2. Kreisklassen |

### Bezirksligen
Den zweitklassigen Unterbau der Gauliga Schlesien bildeten die Bezirksligen Nieder-, Mittel- und Oberschlesien. Die Niederschlesische Bezirksliga war nochmals in zwei Staffeln unterteilt, deren Staffelsieger den Meister ausspielten. Ab der Saison 1939/40 wurden auch die beiden anderen Bezirksligen in zwei Staffeln ausgetragen. Die drei Bezirksmeister spielten dann in einer Aufstiegsrunde die beiden Aufsteiger in die Gauliga aus. Ab 1940/41 wurden die Bezirksligen in 1. Klasse umbenannt. Durch den Gewinn an polnischen Gebieten und die Aufnahme des Spielbetriebes in diesen wurde die 1. Klasse Oberschlesien zur Saison 1940/41 in zwei Staffeln mit jeweils zwei Abteilungen untergliedert. Beide Staffelsieger durften an der Aufstiegsrunde teilnehmen.
Es folgt eine Übersicht über die jeweiligen Sieger der Bezirksligen. Fettgedruckte Mannschaften setzten sich in der Aufstiegsrunde durch.
| Saison    | Meister Bezirksliga Niederschlesien    | Meister Bezirksliga Mittelschlesien | Meister Bezirksliga Oberschlesien |
| --------- | -------------------------------------- | ----------------------------------- | --------------------------------- |
| 1933/34   | TuSV Weißwasser/ SC Schlesien Haynau A | Polizei SV Breslau                  | SpVgg Deichsel Hindenburg         |
| 1934/35   | MSV Glogau                             | VfB Breslau                         | VfB 1910 Gleiwitz                 |
| 1935/36   | MSV Cherusker Görlitz                  | SC Hertha Breslau                   | Reichsbahn-SV Gleiwitz            |
| 1936/37   | VfB Liegnitz                           | SV Klettendorf                      | Sportfreunde Klausberg            |
| 1937/38   | SpVgg Bunzlau                          | 1. FC Breslau                       | SpVgg Ratibor 03                  |
| 1938/39 B | STC Görlitz                            | VfB Breslau                         | Beuthener SuSV 09                 |
| 1939/40 C | VfB Liegnitz                           | SC Vorwärts Breslau                 | SV Schomberg                      |
| 1940/41 D | WSV Liegnitz                           | Reichsbahn SG Oels                  | Reichsbahn SG Myslowitz           |
| 1940/41 D | WSV Liegnitz                           | Reichsbahn SG Oels                  | LSV Reinecke Brieg E              |

## Reichsbundpokal
In den ersten Austragungen der Gauauswahlwettbewerbe konnte die Auswahlmannschaft Schlesiens noch keine Erfolge feiern und schied jeweils in der ersten Runde aus. Erst 1937/38 gelang mit einem 3:1-Auswärtserfolg über Mitte der erste Sieg überhaupt in diesem Wettbewerb. In der Spielzeit 1938/39 erreichte die Auswahlmannschaft Schlesiens nach Siegen über Nordmark, Ostmark und Württemberg hingegen das Finale. Am 5. März 1939 gewannen die Schlesier auch das im Stadion am Ostragehege in Dresden ausgespielte Finale gegen die Auswahlmannschaft des Gaues Bayern und gewannen somit erstmals den Reichsbundpokal.